# Wahlen zum Senat der Vereinigten Staaten 1810 und 1811
Die Wahlen zum Senat der Vereinigten Staaten 1810 und 1811 zum 12. Kongress der Vereinigten Staaten fanden zu verschiedenen Zeitpunkten statt. Es waren die Halbzeitwahlen (engl. midterm election) in der Mitte von James Madisons erster Amtszeit. Vor der Verabschiedung des 17. Zusatzartikels wurden die Senatoren nicht direkt gewählt, sondern von den Parlamenten der Bundesstaaten bestimmt.
Vor der Wahl zum 12. Kongress fanden Nachwahlen in Connecticut, Delaware, Kentucky, New Hampshire, Ohio und South Carolina statt, weil die Amtsinhaber gestorben oder zurückgetreten waren. Hierbei konnten die Parteien ihre Sitze jeweils verteidigen. Zum 12. Kongress standen die 11 Sitze der Senatoren der Klasse II zur Wahl, die 1804 und 1805 für eine Amtszeit von sechs Jahren gewählt worden waren, wobei die Wahl in Tennessee allerdings bereits 1809 stattgefunden hatte. Von diesen Senatoren gehörten neun der Republikanischen Partei an (heute meist Demokraten-Republikaner genannt), zwei der Föderalistischen Partei. Sechs Republikaner und ein Föderalist wurden wiedergewählt, in drei Staaten konnten die Republikaner die Sitze halten. Das Parlament von Massachusetts konnte sich zunächst auf keinen Kandidaten einigen, so dass der bisher föderalistisch gehaltene Sitz einige Monate vakant war. In einer Nachwahl konnten die Republikaner diesen Sitz erobern, zwei weitere Sitze blieben den Republikanern bzw. Föderalisten erhalten. Damit erhöhte sich die Mehrheit der Republikaner im Senat auf 28 zu 6.

## Ergebnisse

### Wahlen während des 11. Kongresses
Die Gewinner dieser Wahlen wurden vor dem 4. März 1811 in den Senat aufgenommen, also während des 11. Kongresses.
| Staat          | Amtierender Senator | Partei       | Nachwahl   | Datum             | Ergebnis                     | Neuer Senator      |
| -------------- | ------------------- | ------------ | ---------- | ----------------- | ---------------------------- | ------------------ |
| Connecticut    | James Hillhouse     | Föderalist   | Klasse I   | 4. Dezember 1810  | von Föderalisten gehalten    | Samuel W. Dana     |
| Delaware       | Samuel White        | Föderalist   | Klasse I   | 12. Januar 1810   | von Föderalisten gehalten    | Outerbridge Horsey |
| Kentucky       | Buckner Thruston    | Republikaner | Klasse II  | Januar 1810       | von Republikanern gehalten   | Henry Clay         |
| New Hampshire  | Nahum Parker        | Republikaner | Klasse III | 21. Juni 1810     | von Republikanern gehaltena) | Charles Cutts      |
| Ohio           | Return Meigs        | Republikaner | Klasse I   | 15. Dezember 1810 | von Republikanern gehalten   | Thomas Worthington |
| South Carolina | Thomas Sumter       | Republikaner | Klasse II  | 18. Dezember 1810 | von Republikanern gehalten   | John Taylor        |

- Republikaner bezeichnet Angehörige der heute meist als Demokratisch-Republikanische Partei oder Jeffersonian Republicans bezeichneten Partei.
- a) Cutts wird in der Liste des Senats und anderen Quellen als Republikaner bezeichnet, in der Biographie des Senats steht „elected as a Federalist“, unter Party aber „Democratic Republican“.[2]

### Wahlen zum 12. Kongress
Die Gewinner dieser Wahlen wurden am 4. März 1811 in den Senat aufgenommen, also bei Zusammentritt des 12. Kongresses. Alle Sitze dieser Senatoren gehören zur Klasse II. In Tennessee wurde Jenkin Whiteside bereits 1809 gewählt, er wird hier der Vollständigkeit halber aufgeführt.
| Staat          | Amtierender Senator     | Partei       | Datum                      | Ergebnis                   | Neuer Senator           |
| -------------- | ----------------------- | ------------ | -------------------------- | -------------------------- | ----------------------- |
| Delaware       | James A. Bayard         | Föderalist   | 8. Januar 1811             | wiedergewählt              | James A. Bayard         |
| Georgia        | William Harris Crawford | Republikaner | 1810 oder 1811             | wiedergewählt              | William Harris Crawford |
| Kentucky       | Henry Clay              | Republikaner | 8. Januar 1811             | von Republikanern gehalten | George M. Bibb          |
| Massachusetts  | Timothy Pickering       | Föderalist   | Juni 1810 und Februar 1811 | Verlust Föderalisten       | vakant                  |
| New Hampshire  | Nicholas Gilman         | Republikaner | 21. Juni 1810              | wiedergewählt              | Nicholas Gilman         |
| New Jersey     | John Condit             | Republikaner | 5. November 1810           | wiedergewählt              | John Condit             |
| North Carolina | James Turner            | Republikaner | 28. November 1810          | wiedergewählt              | James Turner            |
| Rhode Island   | Elisha Mathewson        | Republikaner | 2. November 1810           | von Republikanern gehalten | Jeremiah B. Howell      |
| South Carolina | Thomas Sumter           | Republikaner | 18. Dezember 1810          | von Republikanern gehalten | John Taylor             |
| Tennessee      | Jenkin Whiteside        | Republikaner | 28. Oktober 1809           | vorzeitig wiedergewählt    | Jenkin Whiteside        |
| Virginia       | William Branch Giles    | Republikaner | 2. Januar 1811             | wiedergewählt              | William Branch Giles    |

- Republikaner bezeichnet Angehörige der heute meist als Demokratisch-Republikanische Partei oder Jeffersonian Republicans bezeichneten Partei.
- wiedergewählt: ein gewählter Amtsinhaber wurde wiedergewählt.

### Wahlen während des 12. Kongresses
Die Gewinner dieser Wahlen wurden nach dem 4. März 1811 in den Senat aufgenommen, also während des 12. Kongresses.
| Staat         | Amtierender Senator     | Partei       | Nachwahl  | Datum            | Ergebnis                   | Neuer Senator      |
| ------------- | ----------------------- | ------------ | --------- | ---------------- | -------------------------- | ------------------ |
| Massachusetts | vakant                  | vakant       | Klasse II | 6. Juni 1811     | Zugewinn Republikaner      | Joseph B. Varnum   |
| Rhode Island  | Christopher G. Champlin | Föderalist   | Klasse I  | 28. Oktober 1811 | von Föderalisten gehalten  | William Hunter     |
| Tennessee     | Jenkin Whiteside        | Republikaner | Klasse II | 1. Oktober 1811  | von Republikanern gehalten | George W. Campbell |

- Republikaner bezeichnet Angehörige der heute meist als Demokratisch-Republikanische Partei oder Jeffersonian Republicans bezeichneten Partei.

## Einzelstaaten
In allen Staaten wurden die Senatoren durch die Parlamente gewählt, wie durch die Verfassung der Vereinigten Staaten vor der Verabschiedung des 17. Zusatzartikels vorgesehen. Das Wahlverfahren bestimmten die Staaten selbst, war daher von Staat zu Staat unterschiedlich. Teilweise ergibt sich aus den Quellen nur, wer gewählt wurde, aber nicht wie.
Parteien im modernen Sinne gab es zwar nicht, aber die meisten Politiker der jungen Vereinigten Staaten lassen sich im First Party System der Föderalistischen Partei zuordnen oder der Republikanischen Partei, die zur Unterscheidung von der 1854 gegründeten Grand Old Party meist als Demokratisch-Republikanische Partei oder Jeffersonian Republicans bezeichnet wird.

### Connecticut
Der Föderalist James Hillhouse, Klasse-I-Senator für Connecticut seit 1796, trat zum 10. Juni 1810 zurück. Das Repräsentantenhaus wählte Samuel W. Dana mit 137 Stimmen zu seinem Nachfolger, 19 Stimmen gingen an Asa Spalding. Im Council wurde Dana ohne Gegenstimmern gewählt.

### Delaware
Der Föderalist Samuel White, Klasse-I-Senator für Delaware seit 1801, erstmals gewählt 1802, war am 4. November 1809 gestorben. Am 12. Januar 1810 wurde der Föderalist Outerbridge Horsey zu seinem Nachfolger gewählt. Er erhielt 27 Stimmen bei einer Enthaltung.
Der Föderalist James Bayard, Senator seit 1804, wurde am 8. Januar 1811 wiedergewählt. Er erhielt 17 Stimmen, der republikanische Kandidat James Tilton erhielt neun Stimmen. Tilton war im Britisch-Amerikanischen Krieg Oberster Arzt der US-Armee (Surgeon General of the United States Army).

### Georgia
Der Republikaner William Harris Crawford, Senator für Georgia seit 1807, wurde 1810 oder 1811 wiedergewählt.

### Kentucky
Der Republikaner Buckner Thruston, Senator für Kentucky seit 1805, war am 18. Dezember 1809 zurückgetreten. Im Januar 1810 wurde Henry Clay zu seinem Nachfolger gewählt. Clay erhielt 61 Stimmen, William Logan, wie Clay Republikaner, erhielt 31 Stimmen. Clay trat nicht zur Wiederwahl an und kandidierte stattdessen für das Repräsentantenhaus der Vereinigten Staaten. Am 8. Januar 1811 wurde George M. Bibb zu Clays Nachfolger gewählt, ebenfalls ein Republikaner. Bibb erhielt 77 Stimmen, Christopher Greenup, ehemaliger Gouverneur des Staates, erhielt 20 Stimmen, der ebenfalls angetretene Matthew Lyon erhielt keine Stimmen.

### Massachusetts
Der Republikaner Timothy Pickering, Senator für Massachusetts seit 1803, erreichte im Repräsentantenhaus nur 180 Stimmen, während der Republikaner Joseph Bradley Varnum 301 Stimmen erhielt. Drei Stimmen gingen an Perez Morton, den Speaker des Repräsentantenhauses, jeweils eine Stimme erhielten Josiah Quincy und Joseph Sprague. Im Senat erhielt Pickering in vier aufeinanderfolgenden Wahlgängen jeweils 20 der 40 Stimmen, Varnum erhielt zunächst 20, schließlich nur noch 15 Stimmen. Einzelne Stimmen gingen an William King und Richard Cutts. Da keiner der Kandidaten eine absolute Mehrheit erhalten hatte, vertagte der Massachusetts General Court die Entscheidung auf Februar 1811. Diesmal erhielt Varnum im Senat 20 Stimmen, Pickering 17, King erhielt zwei und Cutts eine Stimme. Damit war die Wahl gescheitert und der Sitz blieb vorläufig vakant.
Nachdem das Parlament neu gewählt worden war, wurde am 6. Juni 1811 erneut eine Abstimmung durchgeführt. Im Repräsentantenhaus erhielt Joseph B. Varnum 320 Stimmen, Timothy Pickering erhielt 251, drei Stimmen entfielen auf andere Kandidaten. Dieses Mal gab es auch im Senat eine Mehrheit: Varnum erhielt mit 21 Stimmen die erforderliche Mehrheit, Pickering erhielt 16 Stimmen. Damit ging der Klasse-II-Senatssitz von Massachusetts an den Republikaner Joseph B. Varnum.

### New Hampshire
Der Republikaner Nahum Parker, Klasse-III-Senator für New Hampshire seit 1807, trat am 1. Juni 1810 zurück. Zu seinem Nachfolger wurde Charles Cutts gewählt, der in den meisten Quellen als Republikaner bezeichnet wird. In der Biographie des Senats steht allerdings „elected as a Federalist“, unter Party aber „Democratic Republican“. Cutts erhielt 92 Stimmen im Repräsentantenhaus, 73 Stimmen gingen an den Föderalisten Thomas W. Thompson, vier Stimmen an den Republikaner Jedediah K. Smith, zwei an Oliver Peabody, eine Stimme an den späteren Senator und Gouverneur Isaac Hill, der 1810 mit 21 Jahren deutlich unter der Altersgrenze von 30 lag. Im Senat wurde Cutts mit sieben Ja- gegen fünf Nein-Stimmen bestätigt.
Der Republikaner Nicholas Gilman, Senator seit 1805, wurde am 21. Juni 1810 im vierten Wahlgang wiedergewählt. Im ersten Wahlgang hatte Gilman nur 16 Stimmen erhalten, 79 Stimmen gingen an Jedediah K. Smith, 75 an den Föderalisten Oliver Peabody, eine an Thomas W. Thompson. Nachdem der zweite und dritte Wahlgang ähnliche Ergebnisse ergaben, unterstützten die Föderalisten im vierten Wahlgang Gilman, der mit 92 Stimmen im Repräsentantenhaus die Mehrheit erhielt, während Smith 78 Stimmen bekam. Der Senat bestätigte Gilman anschließend mit 11 gegen eine Stimme.

### New Jersey
Der Republikaner John Condit, Senator für New Jersey seit 1803, wurde am 5. November 1810 wiedergewählt. Die Nominierungen von John Linn, Nathan Stout, Henry Southard und William Coxe wurden vor der Abstimmung zurückgezogen, so dass Condit ohne Gegenkandidaten für weitere sechs Jahre bestätigt wurde.

### North Carolina
Der Republikaner James Turner, Senator für North Carolina seit 1805, wurde am 28. November 1810 im dritten Wahlgang wiedergewählt. Im ersten Wahlgang, der zwei Tage vorher stattfand, hatte der amtierende Gouverneur David Stone mit 78 Stimmen eine relative Mehrheit erhalten, 49 Stimmen gingen an Turner, 32 Stimmen erhielt Benjamin Smith, der einige Tage später zu Stones Nachfolger gewählt wurde, 26 Stimmen gingen an Thomas Davis. Im zweiten Wahlgang, der am 27. November stattfand, erhielt Stone 80, Turner 75 und Smith 33 Stimmen. Daraufhin zog Smith seine Kandidatur zurück, im dritten Wahlgang erhielt Turner mit 106 Stimmen eine absolute Mehrheit, Stone erhielt 83 Stimmen.

### Ohio
Der Republikaner Return Meigs, Klasse-I-Senator für Ohio seit 1808, trat am 8. Dezember 1810 zurück, um das Amt des Gouverneurs von Ohio anzutreten. Das Parlament des Staates trat am gleichen Tag zur Wahl eines Nachfolgers zusammen. Im ersten Wahlgang erhielten Thomas Worthington und James Pritchard jeweils 17 Stimmen, Meigs' Vorgänger Samuel Huntington, der nicht zur Wiederwahl angetreten war, erhielt 16 Stimmen, George Tod erhielt 11, John Bigger vier, Thomas Kirker und Thomas Morris jeweils eine Stimme. In weiteren Wahlgängen erhielten Worthington und Huntington jeweils mehr Stimmen, aber erst im sechsten Wahlgang erhielt Worthington mit 35 Stimmen die erforderliche absolute Mehrheit und wurde damit neuer Senator. Er trat das Mandat am 15. Dezember 1810 an.

### Rhode Island
Der Republikaner Elisha Mathewson war seit 1807 Klasse-I-Senator für Rhode Island. Am 2. November 1810 wählte das Parlament des Staates in gemeinsamer Sitzung einen Nachfolger. Im Repräsentantenhaus erhielt der Republikaner Jeremiah B. Howell 34 Stimmen, der Föderalist James Burrill erhielt 38, im Senat erhielt Howell 7 Stimmen, Burrill 3. Damit hatten beide 41 Stimmen, so dass eigentlich ein Patt vorlag. Dieses wurde dadurch gelöst, dass Gouverneur James Fenner eine Stimme zugunsten von Howell abgab, der damit gewählt wurde. Dies wurde stark kritisiert, da Fenner zwar Republikaner war, aber jeweils von beiden Parteien gestützt einmütig zum Gouverneur gewählt worden war und damit eigentlich als Unabhängiger angesehen wurde. In der Folge wurde Fenner 1811 abgewählt.
Der Föderalist Christopher G. Champlin, Senator für Rhode Island seit 1809, trat am 2. Oktober 1811 zurück. zu seinem Nachfolger wählte das Staatsparlament, das seit der Wahl im Frühjahr von den Föderalisten dominiert wurde, einmütig William Hunter.

### South Carolina
Der Republikaner Thomas Sumter, Senator für South Carolina seit 1801, trat am 16. Dezember 1810 kurz vor Ende der Amtszeit zurück. Einige Tage später wählte das Parlament des Staates einen Nachfolger für die am 4. März 1811 beginnende Amtszeit. Im ersten Wahlgang erhielt Joseph Alston mit 53 Stimmen eine relative Mehrheit, 40 Stimmen entfielen auf John Taylor, 33 auf Samuel Farrow und 29 auf James B. Richardson. Alle Kandidaten gehörten der Republikanischen Partei an. Im zweiten Wahlgang erzielte Taylor mit 66 Stimmen die Mehrheit, Alston erhielt 60 Stimmen, Farrow 17 und Richardson 9 Stimmen. Im entscheidenden dritten Wahlgang traten nur noch Taylor und Alston an. Taylor konnte sich mit 83 gegen 74 Stimmen durchsetzen. Für den verbleibenden Rest der Amtszeit von Sumter wurde Taylor ebenfalls gewählt.

### Tennessee
Der Republikaner Jenkin Whiteside, Senator für Tennessee seit 1809, war 1809 auch schon für die 1811 beginnende Amtszeit gewählt worden. Schon am 8. Oktober 1811 trat er jedoch zurück. Zu seinem Nachfolger wurde George W. Campbell gewählt. Er erhielt in der Versammlung beider Häuser des Staatsparlaments 38 Stimmen.

### Virginia
Der Republikaner William Branch Giles, Senator für Virginia seit 1804, wurde am 2. Januar 1811 wiedergewählt. Er erhielt 123 Stimmen, 15 Stimmen verteilten sich auf andere Kandidaten.